# バチカン写本

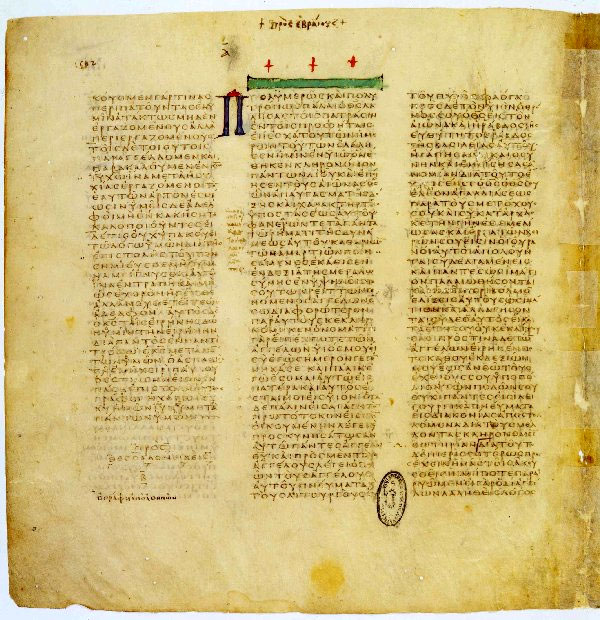
バチカン写本。２テサロニケ3章11節から18節（左カラム）、ヘブライ1:1-2:2（中および右カラム）。ヘブライ書冒頭のΠが大きく欄外に出ている。

バチカン写本（バチカンしゃほん、la. Codex Vaticanus, バチカン図書館 gr. 1209; B/03）は聖書の写本のひとつである。4世紀に作られた旧約聖書・新約聖書のギリシア語写本で、羊皮紙にアンシャル体（大文字）を使って書かれており、759葉からなる冊子本（コデックス）の体裁になっている。分類記号はB、03である。

## 概要
バチカン写本は、シナイ写本、アレクサンドリア写本、エフライム写本と並び現存する四大ギリシャ語写本の一つである。
マカバイ記第1から第4およびマナセの祈りを除く七十人訳聖書全巻と、4福音書、使徒行伝、一部のパウロ書簡、ヘブライ人への手紙の途中まで（9:14 καθαριειまで）を含み、テモテへの手紙一、二、テトスへの手紙とフィレモンへの手紙を欠く。またヨハネの黙示録も収録されていない。原写本にない箇所は、15世紀の写本で補われている。
新約聖書写本の型としてはアレクサンドリア型の最古層かつ代表的なものである。また旧約部分も、七十人訳聖書の現存する写本としては極めて古い。このため本文批評において、極めて重要な意義をもっている。
1475年以来、バチカン図書館の蔵書目録に記録されており、写本の名はこれにちなむ。